# Linda Mirabal
Linda Mirabal Jean-Claude (Haití, 9 de enero de 1949) es una cantante lírica y actriz cubana de origen haitiano.

## Biografía
Su madre, Martha Jean-Claude, haitiana de nacimiento, fue una cantante símbolo de la resistencia contra la ocupación estadounidense de Haití primero y el régimen de los Duvalier (Francois y Jean-Claude Duvalier) después. Casada con un periodista cubano, se estableció en este país en los años 1950. Linda Mirabal se crio en un ambiente marcado por la música y la interpretación. Se formó en el Conservatorio Amadeo Roldán —con clases de canto lírico de Zoila Gálvez— y en el Instituto Superior de Arte.
Sus inicios en el teatro llegaron del Teatro Nacional de Guiñol de Cuba como titiritera. Pasó por distintos grupos teatrales para recalar en 1982 en el Teatro Lírico Nacional, donde ha participado en la representación de distintas obras en el Gran Teatro de La Habana como La viuda alegre (opereta de Franz Lehár), La leyenda del beso (zarzuela de Soutullo y Vert) o Aida (ópera de Verdi), entre muchas otras. Desde los años 1990 desarrolla la mayor parte de su actividad lírica en España, donde trabajó por vez primera en el Liceo de Barcelona en 1988 para regresar en la temporada de 1999 con un papel en Parsifal, bajo la dirección de Antoni Ros-Marbà. También ha estado presente en el Teatro Real de Madrid en la temporada 2002-03 con La walkiria (Wagner), así como en el Palacio de las Artes Reina Sofía de Valencia, en el Teatro Campoamor de Oviedo o el Teatro Calderón de Valladolid, recorriendo prácticamente todo el país. Junto a Placido Domingo, Ainhoa Arteta y el director, Miguel Roa, grabó en España para Sony Doña Francisquita.
A lo largo de su carrera ha interpretado su amplio repertorio en distintos países europeos además de España, como Francia, Italia, Portugal y Suiza (Gran teatro de Ginebra), y también en México (Festival de Canto del Centro Histórico de la Ciudad de México) y Japón, en este último con unos recitales junto a Placido Domingo.